# 大浦湾

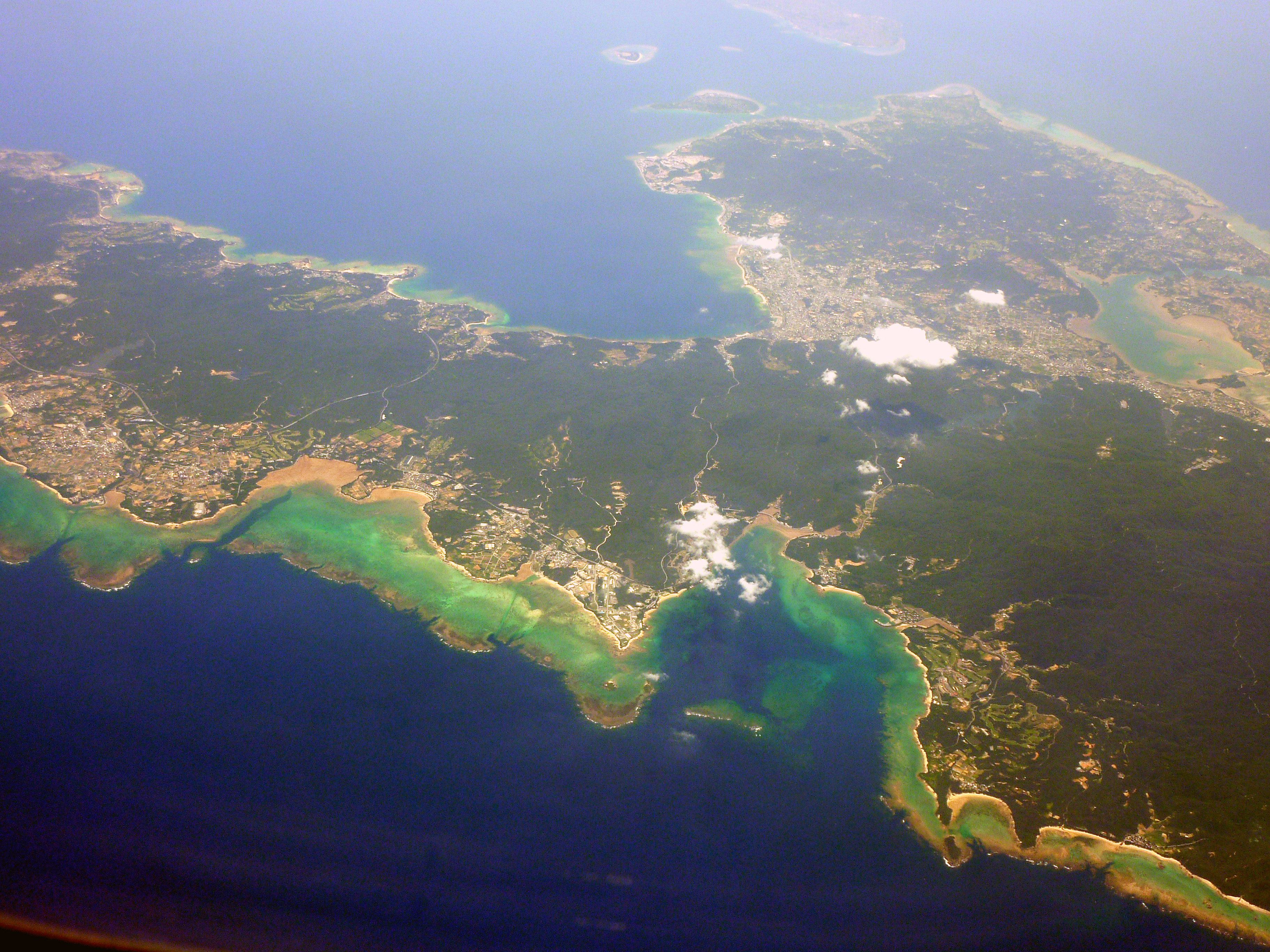
名護市周辺空中撮影。中央やや右下が大浦湾。サンゴ礁が発達している。2010年5月26日撮影。

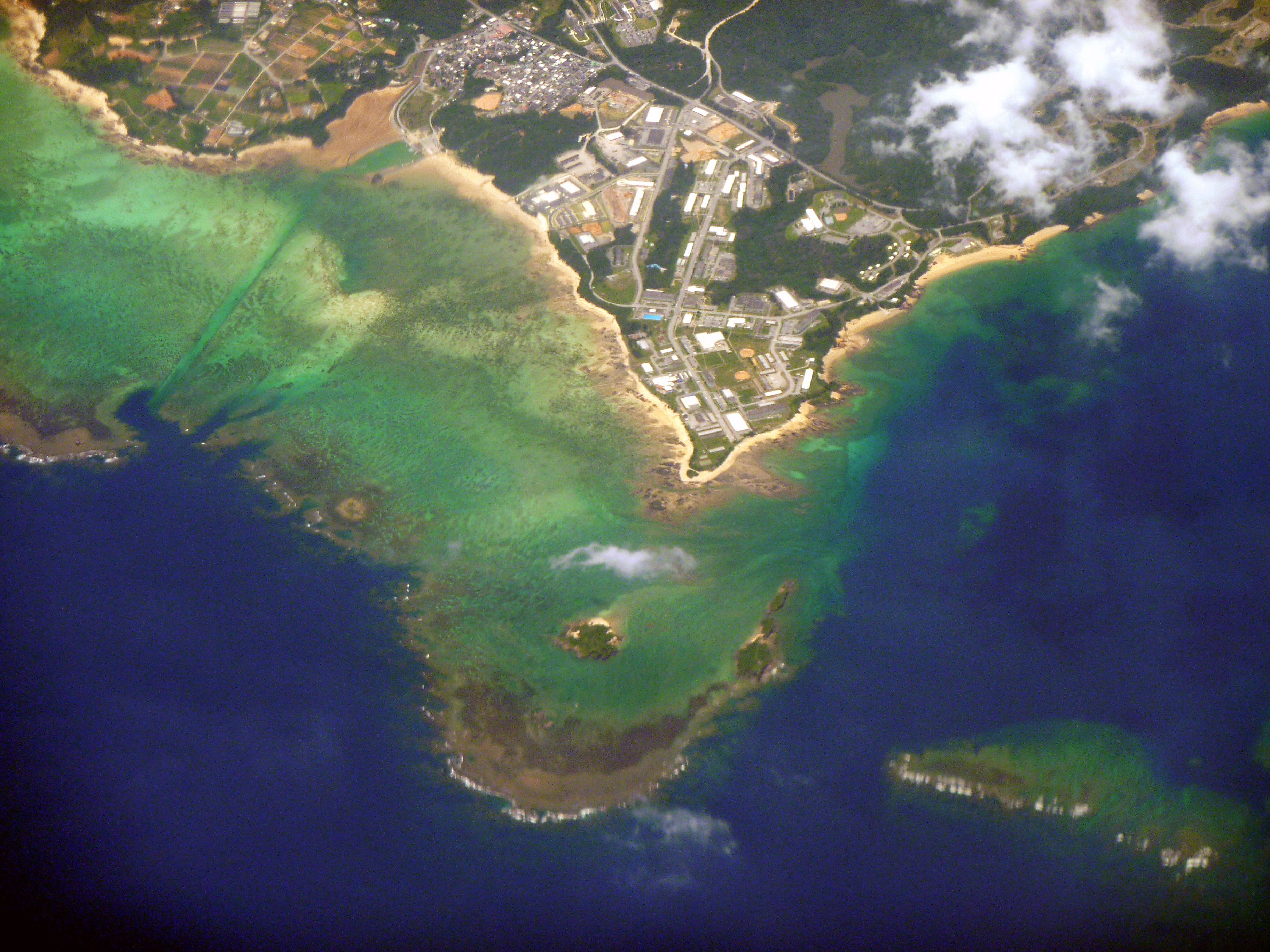
右寄り下部の突端が辺野古崎、その右側（東）が大浦湾。

大浦湾（おおうらわん）は、沖縄本島中央部東岸、沖縄県名護市南部に位置する湾である。辺野古崎-安部（あぶ）崎間が湾口になっている。
湾最奥部からそこに注ぐ大浦川にかけてマングローブ林が形成されており、2001年12月、日本の重要湿地500のひとつ「大浦湾および大浦川」に選定された。
沖合0.5-2km付近までサンゴ礁が発達している。2012年の沖縄防衛局の調査により、湾東部辺野古沿岸の藻場をジュゴンが餌場としていることが明らかとなった。
辺野古には在日米軍海兵隊基地キャンプ・シュワブと辺野古弾薬庫があり、湾内全域が訓練水域に含まれる。普天間飛行場の移設計画があり、埋め立て事業が進められている。